# Mountain
Mountain — американський рок-гурт, утворений 1969 року у Нью-Йорку з ініціативи музиканта та сесійного продюсера Фелікса Паппаларді (Felix Pappalardi; 17.04.1938, Нью-Йорк, США — 18.04.1983, Нью-Йорк, США) — бас та Леслі Веста (Leslie West), справжнє ім'я Леслі Вейнстейн (Leslie Weinstein), 22.10.1945, Нью-Йорк, США — вокал, гітара. До складу гурту також ввійшли: Стів Найт (Steve Knight) — клавішні та Норман «Смарт» Доу (Norman "«Smart» Dow) — ударні, якого швидко змінив Лоренс «Коркі» Лейнг (Laurence «Corky» Laing), 18.01.1948, Канада.
Назву гурту було взято з назви сольної платівки Веста, у запису якої брав участь і Паппаларді. У серпні 1969 року гурт дебютував перед великою аудиторією на фестивалі «Вудсток» (цій історичній імпрезі Mountain присвятили пізніше пісню «For Yasgar's Farm») і незабаром видала перший альбом «Mountain Climbing!» Платівка пропонувала соковиту гру на гітарі Веста на основі делікатних мелодій, скомпонованих Паппаларді, що в свою чергу створило власне, оригінальне звучання, хоч місцями відчувався сильний вплив Cream. Альбом здобув великий успіх, піднявшись у листопаді 1970 року до 17 місця американського чарту.
Два наступні лонгплеї були витримані у подібному руслі, але побічно гурт ушляхетнив свій стиль, створивши суміш з важких риффів, року, що спирався на блюз, та довгих сольних партій, виконаних на гітарі та клавішних. Ці платівки — «Nantucket Sleighride» та «Flowers Of Evil» зайняли відповідно 16 та 35 місце в американському чарті.
Однак 1972 року на музичному ринку з'явився погано сприйнятий концертний альбом «The Road Goes Ever On», який був перенасичений нескінченними сольними партіями окремих музикантів. Тим часом гурт припинив свою діяльність, коли Джек Брюс запросив Веста та Лейнга до співпраці (вони створили тріо West Bruce & Laing), а Паппаларді повернувся до продюсерської діяльності.
1973 року Паппаларді та Вест відновили Mountain, але під час запису у Японії концертного альбому «Twin Peaks» місця Лейнга та Найта зайняли Алан Швартцберг (Alan Schwartzberg) — ударні та Боб Менн (Bob Mann) — клавішні. Проте цей склад проіснував недовго і незабаром до гурту повернувся Лейнг. Разом зі спеціально запрошеним гітаристом Девідом Перрі (David Perry) Mountain записала черговий студійний альбом «Avalanche», який виявився невдалим. Гурт знову припинив свою діяльність і Вест знову сконцентрувався на сольній кар'єрі.
1983 року під час сімейної сварки Паппаларді вбила власна дружина, а наступного року Вест та Лейнг втретє реанімували гурт, запросивши до співпраці колишнього басиста гуртів Rainbow та Uriah Heep Марка Кларка (Mark Clarke). Цим складом вони записали платівку «Go For Your Life» і 1985 року вирушили у європейське турне разом з відродженим Deep Purple. Але так і не здобувши визнання, гурт знову вирішив припинити свою діяльність.

## Дискографія
- 1970: Mountain Climbing
- 1971: Nantucket Skighride
- 1971: Flowers Of Evil
- 1972: Mountain Live — The Road Goes Ever On
- 1973: The Best Of Mountain
- 1974: Twin Peaks
- 1974: Avalanche
- 1985: Go For Your Life
- 1996: Man's World
- 2002: Mystic Fire
- 2007: Masters of War

### Леслі Вест
- 1969: Mountain
- 1975: The Great Fasby
- 1975: Les Lie West Band
- 1987: The Great Lost Album (разом з гуртом The Vargants)
- 1988: Theme
- 1989: Alligator
- 1993: Dodgin' The Dirt
- 1999: As PHAT As It Gets
- 2003: Blues To Die For
- 2004: Guitarded
- 2005: Got Blooze
- 2006: Blue Me

### West, Bruce & Laing
- 1972: Why Don' cha
- 1973: Whatever Turns You On
- 1974: Live & Kickin'

### Фелікс Паппаларді
- 1976: Felix Pappalardi & Creation
- 1979: Don't Worry Mum